# 物語 (クルアーン)
『物語』とは、クルアーンにおける第28番目の章（スーラ）。88の節（アーヤ）から成る。
章の冒頭に神秘文字（Muqatta'at）が置かれているもの（計29スーラ）のうちの一つ。